# Indo-Russia Rifles
Indo-Russia Rifles Private Limited (IRRPL) là một cơ sở sản xuất súng trường ở Korwa, quận Amethi thuộc bang Uttar Pradesh, Ấn Độ. Nhà máy này sản xuất biến thể AK-203 của dòng súng trường Kalashnikov. Đây là một liên doanh của Hội đồng Nhà máy Quân sự của Ấn Độ và Tập đoàn Kalashnikov của Nga, trong đó Rosoboronexport nắm cổ phần thiểu số và sẽ sản xuất 750.000 khẩu AK-203, một biến thể 7,62×39mm từ dòng AK-100.

## Sở hữu
Nhà máy là liên doanh giữa ba công ty. Hội đồng Nhà máy Quân sự (OFB) sở hữu 50,5% cổ phần kiểm soát trong khi Kalashnikov sở hữu 42% cổ phần, còn lại 7,5% cổ phần thuộc sở hữu của Rosonboronexport. Một Giám đốc điều hành Ấn Độ từ Quân đội Ấn Độ giữ vai trò lãnh đạo công ty. Lục quân đã bổ nhiệm Thiếu tướng Sanjeev Sengar làm Giám đốc điều hành.